# Пижма девичья
Пи́жма де́вичья, или Пире́трум девичий (лат. Tanacétum parthénium), — многолетнее травянистое растение рода Пижма семейства Астровые.
Распространённое и популярное декоративное садовое и лекарственное растение.

## Распространение и экология
Балканский полуостров, Малая Азия, Кавказ, Закавказье. Как культурное растение завезена и выращивается в большинстве стран Европы и Средиземноморья, а также в Северной Америке и Чили.

## Ботаническое описание
Многолетнее сильноветвистое растение высотой 50 см.
Листья перисто-рассечённые или глубоко разрезанные, мягко опушённые, светло- или жёлто-зелёные.
Соцветия корзинки диаметром 1,5—3 см, у многих форм махровые, собраны в верхушечные соцветия, белые или жёлтые.
Зацветает через 80—100 дней после посева. Цветение обильное с июля до конца августа.
Семена мелкие, палочковидные, кремовой окраски, в 1 г содержится 4500—5000 шт. Всхожесть сохраняется не менее трёх лет.

## Значение и применение
Растение с цветущими корзинками в сухом состоянии содержит 0,7—0,9 % эфирного масла в состав которого входит камфора. Масло может быть пригодно для парфюмерной промышленности. 
Как лекарственное растение пижма девичья известна с древних времён. С лечебной целью используются высушенные листья и другие надземные части растения. В народной медицине пижма традиционно применяется при лихорадке, воспалениях, гинекологических болезнях, псориазе, зубной боли, укусах насекомых, ревматизме, астме и болях в желудке. Экстракт пиретрума преимущественно назначается для предотвращения приступов мигрени и смягчения сопутствующих симптомов.
Препараты пижмы представлены в различных формах и средствах, в том числе в виде свежих листьев, высушенных перетёртых листьев, и спиртового экстракта. Что касается безопасности пижмы, токсикологические исследования показали, что длительное профилактическое применение этого растения не влияет на частоту хромосомных аберраций в лимфоцитах и мутагенность мочи . Однако отдельные сообщения описывают развитие контактного дерматита вследствие влияния пижмы.
В Европе культивируется в садах начиная со средневековья.